# M98 (astronomia)
M 98 (nota anche come  NGC 4192) è una galassia a spirale visibile nella costellazione della Chioma di Berenice; fu scoperta da Pierre Méchain nel 1781. Fa parte dell'Ammasso della Vergine.

## Osservazione

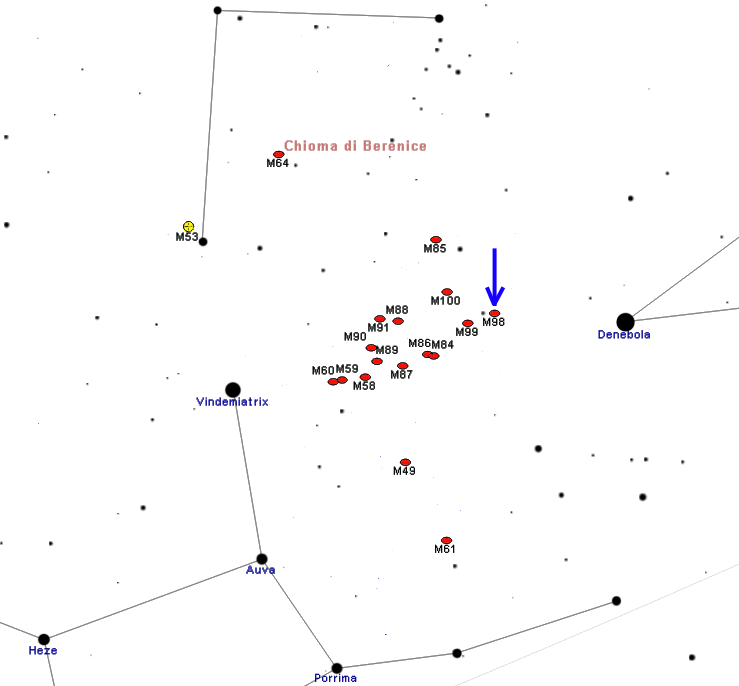
Mappa per individuare M98.

M98 si trova in una regione di cielo priva di stelle di riferimento, fra le costellazioni della Vergine e della Chioma di Berenice; la si può trovare comunque circa sei gradi ad est della stella Denebola. La galassia è alla portata di un binocolo potente o di un piccolo telescopio amatoriale; in strumenti da 150mm si mostra come una macchia dalla forma molto allungata in senso nord-sud per circa 7'. Il nucleo, evidente maggiormente con un 200mm, ha una forma che appare lenticolare, mentre l'alone permane nebuloso anche con un telescopio da 300mm di apertura; dettagli maggiori si possono osservare tramite la visione distolta o in strumenti superiori.
M98 può essere osservata con facilità da entrambi gli emisferi terrestri e da tutte le aree abitate della Terra, grazie al fatto che la sua declinazione non è eccessivamente settentrionale; dalle regioni boreali è maggiormente osservabile e si presenta estremamente alto nel cielo nelle notti di primavera, mentre dall'emisfero australe appare mediamente più basso, ad eccezione delle aree prossime all'equatore. Il periodo migliore per la sua osservazione nel cielo serale è quello compreso fra febbraio e agosto.

## Storia delle osservazioni
La galassia fu scoperta da Pierre Méchain nel corso del 1781, mentre il suo collega Charles Messier la inserì nel suo celebre catalogo e ne fornì i dettagli osservativi, descrivendola come una nebulosa senza stelle; assieme a questa il Messier scoprì un gran numero di altre galassie in questa regione di cielo. William Herschel la riosservò pochi anni dopo col suo telescopio più potente, fornendo una descrizione più complessa, indicando la presenza di chiaro scuri e di alcune estensioni periferiche; anche Padre Heinrich Louis d'Arrest la descrisse come una nebulosa piuttosto appariscente.

## Caratteristiche
Questa galassia fu per lungo tempo creduta come non appartenente all'Ammasso della Vergine, a causa della sua velocità radiale, che la indicava in avvicinamento di 125 km/s; tuttavia in uno studio condotto negli anni novanta viene avanzata l'ipotesi che appartenga allo stesso sottogruppo di M99, che appartiene all'Ammasso della Vergine, alla distanza di circa 55 milioni di anni luce. La massa della galassia sarebbe pari a 170 miliardi di masse solari e il suo diametro sarebbe di 150.000 anni luce, dunque la galassia sarebbe più grande della nostra Via Lattea. La sua magnitudine assoluta è pari a -21,7.

### Libri
- (EN) Stephen James O'Meara, Deep Sky Companions: The Messier Objects, Cambridge University Press, 1998, ISBN 0-521-55332-6.

### Carte celesti
- Toshimi Taki, Taki's 8.5 Magnitude Star Atlas, su geocities.jp, 2005. URL consultato il 7 novembre 2010 (archiviato dall'url originale il 5 novembre 2018). - Atlante celeste liberamente scaricabile in formato PDF.
- Tirion, Rappaport, Lovi, Uranometria 2000.0 - Volume I - The Northern Hemisphere to -6°, Richmond, Virginia, USA, Willmann-Bell, inc., 1987, ISBN 0-943396-14-X.
- Tirion, Sinnott, Sky Atlas 2000.0 - Second Edition, Cambridge, USA, Cambridge University Press, 1998, ISBN 0-933346-90-5.
- Tirion, The Cambridge Star Atlas 2000.0, 3ª ed., Cambridge, USA, Cambridge University Press, 2001, ISBN 0-521-80084-6.